# سایه شب
سایه شب (انگلیسی: Shadow of Night) عنوان دومین کتاب از مجموعهٔ سه‌گانه تمام ارواح از نویسنده آمریکایی دبورا هارکنز است که در قالب خیال‌پردازیِ تاریخی نوشته شده است. این اثر در سال ۲۰۱۲ منتشر گردید.